# Manoscritti onciali del Nuovo Testamento

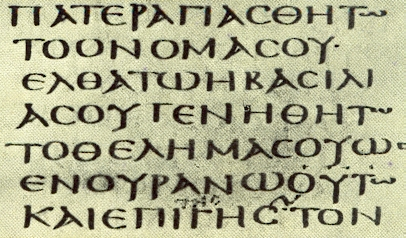
Codex Sinaiticus, Luca 11,2

I manoscritti del Nuovo Testamento in greco si dividono in quattro gruppi: papiri, onciali, minuscoli e lezionari: i manoscritti onciali sono vergati in caratteri maiuscoli. Vengono datati a partire dal IV fino al X secolo. Per brevità, sono indicati con numeri arabi preceduti da 0 (in origine era una O maiuscola, per onciale), come 01, 02, 03, 04... I primi manoscritti della serie sono designati tradizionalmente con le lettere maiuscole dell'alfabeto latino o greco (per il manoscritto Sinaitico viene usata la lettera ebraica א). Il supporto di tutti gli onciali greci noti è la pergamena.

## Principali codici greci del Nuovo Testamento

### Onciali 01-045
| #   | Sigla | Nome                     | Data        | Contenuto                                                     | Collocazione | Città                  | Stato                |
| --- | ----- | ------------------------ | ----------- | ------------------------------------------------------------- | --- | ---------------------- | -------------------- |
| 01  | א     | Sinaiticus               | 350-360     | Antico e Nuovo Testamento                                     | British Library, Add. 43725 (oltre a parti all'Università di Lipsia, Monastero di S. Caterina, Bibl. naz. russa) | Londra                 | Regno Unito          |
| 02  | A     | Alexandrinus             | 390-430     | Nuovo Testamento                                              | British Library, Royal 1 D. VIII                                                                                 | Londra                 | Regno Unito          |
| 03  | B     | Vaticanus                | 325-350     | Antico Testamento, Vangeli, Atti, Lettere cattoliche, e Paolo | Biblioteca Apostolica Vaticana, Vat. gr. 1209                                                                    | Vaticano               |                      |
| 04  | C     | Ephraemi rescriptus      | V secolo    | Vangeli, Atti, Lettere di Paolo, Apocalisse                   | Biblioteca nazionale di Francia; Gr. 9                                                                           | Parigi                 | Francia              |
| 05  | Dea   | Bezae Cantabrigiensis    | IV-V secolo | Vangeli, Atti degli Apostoli                                  | Università di Cambridge, Nn. 2. 41                                                                               | Cambridge              | Regno Unito          |
| 06  | Dp    | Claromontanus            | VI secolo   | Lettere di Paolo                                              | Biblioteca nazionale di Francia, Gr. 107 AB                                                                      | Parigi                 | Francia              |
| 07  | Ee    | Basilensis               | VIII secolo | Vangeli                                                       | Università di Basilea, AN III 12                                                                                 | Basilea                | Svizzera             |
| 08  | Ea    | Laudianus                | VI secolo   | Atti degli Apostoli                                           | Biblioteca Bodleiana; Laud. Gr. 35                                                                               | Oxford                 | Regno Unito          |
| 09  | Fe    | Boreelianus              | IX secolo   | Vangeli                                                       | Università di Utrecht; Ms. 1                                                                                     | Utrecht                | Paesi Bassi          |
| 010 | Fp    | Augiensis                | IX secolo   | Lettere di Paolo                                              | Trinity College, B. XVII. 1                                                                                      | Cambridge              | Regno Unito          |
| 011 | Ge    | Seidelianus I            | IX secolo   | Vangeli                                                       | British Library, Harley 5684                                                                                     | Londra                 | Regno Unito          |
| 012 | Gp    | Boernerianus             | IX secolo   | Lettere di Paolo                                              | Sächsische Landesbibliothek, A 145b                                                                              | Dresda                 | Germania             |
| 013 | He    | Seidelianus II           | IX secolo   | Vangeli                                                       | Università di Amburgo; codex 91 Trinity College; B. XVII 20, 21                                                  | Amburgo Cambridge      | Germania Regno Unito |
| 014 | Ha    | Mutinensis               | IX secolo   | Atti degli Apostoli                                           | Biblioteca estense, A.V. 6.3. (G. 196)                                                                           | Modena                 | Italia               |
| 015 | Hp    | Coislinianus             | 550         | Lettere di Paolo                                              | Biblioteca nazionale di Francia, Grande Laura; s. n.                                                             | Parigi, Athos          | Francia, Grecia      |
| 016 | I     | Freerianus               | V secolo    | Lettere di Paolo                                              | Smithsonian Institution, 06. 275                                                                                 | Washington, D.C.       | Stati Uniti          |
| 017 | Ke    | Cyprius                  | IX secolo   | Vangeli                                                       | Biblioteca nazionale di Francia, Gr. 63                                                                          | Parigi                 | Francia              |
| 018 | Kap   | Mosquensis I             | IX secolo   | Atti, Lettere di Paolo                                        | Museo statale di storia, V.93                                                                                    | Mosca                  | Russia               |
| 019 | Le    | Codex Regius             | 750         | Vangeli                                                       | Biblioteca nazionale di Francia, Gr. 62                                                                          | Parigi                 | Francia              |
| 020 | Lap   | Codex Angelicus          | IX secolo   | Atti, Lettere di Paolo                                        | Biblioteca Angelica 39                                                                                           | Roma                   | Italia               |
| 021 | M     | Codex Campianus          | IX secolo   | Vangeli                                                       | Biblioteca nazionale di Francia, Gr. 48                                                                          | Parigi                 | Francia              |
| 022 | N     | Petropolitanus Purpureus | 550         | Vangeli                                                       | Biblioteca nazionale russa; Gr. 537                                                                              | San Pietroburgo        | Russia               |
| 023 | O     | Codex Sinopensis         | 550         | Vangelo secondo Matteo                                        | Biblioteca nazionale di Francia, Gr. 1286                                                                        | Parigi                 | Francia              |
| 024 | Pe    | Guelferbytanus A         | 550         | Vangeli                                                       | Herzog August Bibliothek, codices Weißenburg 64                                                                  | Wolfenbüttel           | Germania             |
| 025 | Papr  | Codex Porphyrianus       | IX secolo   | Atti, Lettere di Paolo, Apocalisse                            | Biblioteca nazionale russa, Gr. 225                                                                              | San Pietroburgo        | Russia               |
| 026 | Q     | Guelferbytanus B         | V secolo    | Luca 4,6,12,15,17-23; Giovanni 12,14                          | Herzog August Bibliothek, codices Weißenburg 64                                                                  | Wolfenbüttel           | Germania             |
| 027 | R     | Codex Nitriensis         | 550         | Vangelo secondo Luca †                                        | British Library, Add. 17211                                                                                      | Londra                 | Regno Unito          |
| 028 | S     | Vaticanus 354            | 949         | Vangeli                                                       | Biblioteca Apostolica Vaticana, Gr. 354                                                                          | Vaticano               |                      |
| 029 | T     | Borgianus                | V secolo    | Luca — Giovanni                                               | Biblioteca Apostolica Vaticana, Borgiano copto 109                                                               | Vaticano               |                      |
| 030 | U     | Nanianus                 | IX secolo   | Vangeli                                                       | Biblioteca Nazionale Marciana, 1397(I,8)                                                                         | Venezia                | Italia               |
| 031 | V     | Mosquensis II            | 850         | Vangeli                                                       | Museo statale di storia, V. 9, S. 399                                                                            | Mosca                  | Russia               |
| 032 | W     | Washingtonianus          | 450         | Vangeli                                                       | Smithsonian Institution, 06. 274                                                                                 | Washington             | Stati Uniti          |
| 033 | X     | Codex Monacensis         | X secolo    | Vangeli                                                       | Università Ludwig Maximilian di Monaco 2° codex manuscript 30                                                    | Monaco di Baviera      | Germania             |
| 034 | Y     | Codex Macedoniensis      | IX secolo   | Vangeli                                                       | Università di Cambridge, Add. 6594                                                                               | Cambridge              | Regno Unito          |
| 035 | Z     | Dublinensis              | 550         | Vangelo secondo Matteo                                        | Trinity College (Dublino), Ms. 32                                                                                | Dublino                | Irlanda              |
| 036 | Γ     | Tischendorfianus IV      | X secolo    | Vangeli                                                       | Biblioteca Bodleiana, Auct. T. infr. 2.2 Biblioteca nazionale russa, Gr 33                                       | Oxford San Pietroburgo | Regno Unito Russia   |
| 037 | Δ     | Sangallensis 48          | IX secolo   | Vangeli                                                       | St. Gallen Stiftsbibliothek, 48                                                                                  | San Gallo              | Svizzera             |
| 038 | Θ     | Codex Coridethianus      | IX secolo   | Vangeli                                                       | Istituto dei manoscritti, Gr. 28                                                                                 | Tbilisi                | Georgia              |
| 039 | Λ     | Tischendorfianus III     | IX secolo   | Luca, Giovanni                                                | Biblioteca Bodleiana, Auct. T. inf. 1.1                                                                          | Oxford                 | Regno Unito          |
| 040 | Ξ     | Zacynthius               | 550         | Vangelo secondo Luca                                          | Cambridge University Library, Mss 213                                                                            | Londra                 | Regno Unito          |
| 041 | Π     | Petropolitanus           | IX secolo   | Vangeli                                                       | Biblioteca nazionale russa, Gr. 34                                                                               | San Pietroburgo        | Russia               |
| 042 | Σ     | Purpureus Rossanensis    | 550         | Matteo, Marco                                                 | Museo Diocesano e del Codex                                                                                      | Rossano                | Italia               |
| 043 | Φ     | Purpureus Beratinus      | 550         | Matteo, Marco                                                 | Archivio Nazionale, Nr. 1                                                                                        | Tirana                 | Albania              |
| 044 | Ψ     | Athous Lavrensis         | 900         | Vangeli, Atti, Lettere di Paolo                               | Grande Laura, B΄ 52                                                                                              | Monte Athos            | Grecia               |
| 045 | Ω     | Athous Dionysius         | IX secolo   | Vangeli                                                       | Monastero di Dionysiou, 10 (55)                                                                                  | Monte Athos            | Grecia               |

### Onciali 046-
| #                                                         | Nome                 | Datazione   | Contenuto                               | Biblioteca e catalogo | Città                                 | Stato                                   |
| --------------------------------------------------------- | -------------------- | ----------- | --------------------------------------- | --- | ------------------------------------- | --------------------------------------- |
| 046                                                       | Vaticanus 2066       | IX secolo   | Apocalisse                              | Biblioteca Apostolica Vaticana, Gr. 2066                                                                                             | Vaticano                              |                                         |
| 047                                                       |                      | VIII secolo | Vangeli                                 | Princeton University, Μed. and Ren. Mss, Garrett 1                                                                                   | Princeton                             | Stati Uniti                             |
| 048                                                       | Vaticanus 2061       | V secolo    | Atti, Lettere cattoliche, Paolo         | Biblioteca Apostolica Vaticana, Gr. 2061                                                                                             | Vaticano                              |                                         |
| 049                                                       |                      | IX secolo   | Atti, Lettere cattoliche, Paolo         | Grande Laura, A' 88 | Monte Athos                           | Grecia                                  |
| 050                                                       |                      | IX secolo   | Vangelo secondo Giovanni                | Εθνική Βιβλιοθήκη της Ελλάδος, 1371 Monastero di Dionysiou, 2(71) Museum Histoire, V. 29, S. 119 Christ Church, Wake 2,3             | Atene Monte Athos Mosca Oxford        | Grecia Russia Regno Unito               |
| 051                                                       | Athos Pantokrator    | X secolo    | Apocalisse                              | Monastero di Pantokratoros, 44 | Monte Athos                           | Grecia                                  |
| 052                                                       | Panteleimonos        | X secolo    | Apocalisse                              | Rossikon, 99,2 | Monte Athos                           | Grecia                                  |
| 053                                                       |                      | IX secolo   | Vangelo secondo Luca                    | Bayerische Staatsbibliothek, Gr. 208                                                                                                 | Monaco di Baviera                     | Germania                                |
| 054                                                       | Barberini            | VIII secolo | Vangelo secondo Giovanni                | Biblioteca Apostolica Vaticana Barberini gr. 521                                                                                     | Vaticano                              |                                         |
| 055                                                       |                      | XI secolo   | Vangeli                                 | Biblioteca nazionale di Francia, Gr. 201                                                                                             | Parigi                                | Francia                                 |
| 056                                                       |                      | X secolo    | Atti degli Apostoli, Lettere di Paolo   | Biblioteca nazionale di Francia, Coislin 26                                                                                          | Parigi                                | Francia                                 |
| 057                                                       |                      | 400         | Atti degli Apostoli                     | Staatliche Museen zu Berlin, P. 9808                                                                                                 | Berlino                               | Germania                                |
| 058                                                       |                      | IV secolo   | Vangelo secondo Matteo                  | Biblioteca Nazionale Austriaca, Pap. G. 39782                                                                                        | Vienna                                | Austria                                 |
| 059 = 0215                                                |                      | 400         | Vangelo secondo Marco                   | Biblioteca Nazionale Austriaca, Pap. G. 39779 Pap. G. 36112                                                                          | Vienna                                | Austria                                 |
| 060                                                       |                      | V secolo    | Vangelo secondo Giovanni 14             | Musei statali di Berlino, P. 5877 | Berlino                               | Germania                                |
| 061                                                       |                      | V secolo    | 1 Timoteo                               | Louvre, Ms. E 7332 | Parigi                                | Francia                                 |
| 062                                                       |                      | V secolo    | Lettera ai Galati                       | Qubbat al-Khazna | Damasco                               | Siria                                   |
| 063 = 0117                                                |                      | IX secolo   | Luca, Giovanni                          | Monastero di Vatopedi 1219 Museo statale di storia, V. 137, 181 Biblioteca nazionale di Francia                                      | Monte Athos Mosca Parigi              | Grecia Russia Francia                   |
| 064= 074 = 090                                            |                      | VI secolo   | Matteo, Marco                           | Biblioteca nazionale Vernadsky, Petrov 17 Monastero di Santa Caterina, Sinai Harris 10 Biblioteca nazionale russa, Gr. 276           | Kiev Sinai San Pietroburgo            | Ucraina Egitto Russia                   |
| 065                                                       |                      | VI secolo   | Vangelo secondo Giovanni                | Biblioteca nazionale russa, Gr. 6 I                                                                                                  | San Pietroburgo                       | Russia                                  |
| 066                                                       |                      | VI secolo   | Atti degli Apostoli                     | Biblioteca nazionale russa, Gr 6 II                                                                                                  | San Pietroburgo                       | Russia                                  |
| 067                                                       |                      | VI secolo   | Matteo e Marco                          | Biblioteca nazionale russa, Gr 6 III                                                                                                 | San Pietroburgo                       | Russia                                  |
| 068                                                       |                      | V secolo    | Giovanni 16                             | British Library, Add. 17136 | Londra                                | Regno Unito                             |
| 069                                                       |                      | V secolo    | Marco 10-11                             | Università di Chicago, Oriental Institute 2057                                                                                       | Chicago                               | Stati Uniti                             |
| 070 =0110 =0124=0178=0179 =0180=0190=0191 =0193=0194=0202 |                      | VI secolo   | Luca e Giovanni, lacunosi               | Biblioteca nazionale di Francia, Copt. 132 Clarendon Press; b. 2 Österreichische Nationalbibl., 1 f British Library, Or. 3579 B [29] | Parigi Oxford Vienna Londra           | Francia Regno Unito Austria Regno Unito |
| 071                                                       | —                    | V/VI secolo | Vangelo secondo Matteo 1, 25            | Harvard University, Semitic Museum 3735                                                                                              | Cambridge                             | Stati Uniti                             |
| 072                                                       | —                    | V/VI secolo | Vangelo secondo Marco 2–3               | Qubbat al-Khazna | Damasco                               | Siria                                   |
| 073 = 084                                                 | —                    | VI secolo   | Vangelo secondo Matteo 14–15 †          | Monastero di Santa Caterina, Harris 7 Biblioteca nazionale russa, Gr. 277                                                            | Sinai San Pietroburgo                 | Egitto Russia                           |
| 074 = 064                                                 | —                    | VI secolo   | Matteo 25, 26, 28, Marco 1, 2, 5 †      | Monastero di Santa Caterina | Sinai                                 | Egitto                                  |
| 075                                                       | —                    | X secolo    | Lettere di Paolo                        | Biblioteca nazionale greca, 100, fol. 46-378                                                                                         | Atene                                 | Grecia                                  |
| 076                                                       | —                    | V/VI secolo | Atti degli Apostoli 2                   | Pierpont Morgan Library, Pap. G. 8                                                                                                   | New York City                         | Stati Uniti                             |
| 077                                                       | —                    | V secolo    | Atti degli Apostoli 13                  | Monastero di Santa Caterina, Harris App. 5                                                                                           | Sinai                                 | Egitto                                  |
| 078                                                       | —                    | VI secolo   | Matteo, Luca, Giovanni                  | Biblioteca nazionale russa, Gr. 13, fol. 1–7                                                                                         | San Pietroburgo                       | Russia                                  |
| 079                                                       | —                    | VI secolo   | Vangelo secondo Luca                    | Biblioteca nazionale russa, Gr. 13, fol. 8–10                                                                                        | San Pietroburgo                       | Russia                                  |
| 080                                                       | —                    | VI secolo   | Vangelo secondo Marco 9–10              | Biblioteca nazionale russa, Gr. 275 (3) Patriarcato greco ortodosso 496                                                              | San Pietroburgo Alessandria           | Russia Egitto                           |
| 081                                                       | Tischendorfianus II  | VI secolo   | 2 Corinzi 1–2                           | Biblioteca nazionale russa, Gr. 9 | San Pietroburgo                       | Russia                                  |
| 082                                                       | —                    | VI secolo   | Lettera agli Efesini 4                  | Museo statale di storia, V. 108 | Mosca                                 | Russia                                  |
| 083 =0112 =0235                                           | —                    | V/VI secolo | Giovanni 1–4, Marco 14–16 Marco 13      | Biblioteca nazionale russa, Gr. 10 Monastero di Santa Caterina, Harris 12 Biblioteca nazionale russa                                 | San Pietroburgo Sinai San Pietroburgo | Russia Egitto Russia                    |
| 084                                                       | —                    | VI secolo   | Vangelo secondo Matteo 15 †             | Biblioteca nazionale russa, Gr. 277                                                                                                  | San Pietroburgo                       | Russia                                  |
| 085                                                       | —                    | VI secolo   | Vangelo secondo Matteo 20, 22           | Biblioteca nazionale russa, Gr. 714                                                                                                  | San Pietroburgo                       | Russia                                  |
| 086                                                       | —                    | VI secolo   | Vangelo secondo Giovanni 1, 3–4         | British Library, Or. 5707 | Londra                                | Regno Unito                             |
| 087=092b                                                  | —                    | VI secolo   | Matteo 1–2, 19, 21 Giovanni 18 Marco 12 | Biblioteca nazionale russa, Gr. 12.278 Monastero di Santa Caterina 218 Sinai Harris 11, 1 f                                          | San Pietroburgo Sinai                 | Russia Egitto                           |
| 088                                                       | —                    | V/VI secolo | 1 Corinzi 15:53–16:9, Tito 1:1–13       | Biblioteca nazionale russa, Gr. 6, II                                                                                                | San Pietroburgo                       | Russia                                  |
| 089=092a                                                  | —                    | VI secolo   | Vangelo secondo Matteo 26:2–19          | Biblioteca nazionale russa, Gr. 280 Monastero di Santa Caterina                                                                      | San Pietroburgo Sinai                 | Russia Egitto                           |
| 090                                                       | —                    | VI secolo   | Matt 26, 27; Marco 1–2 †                | Biblioteca nazionale russa, Gr. 277                                                                                                  | San Pietroburgo                       | Russia                                  |
| 091                                                       | —                    | VI secolo   | Vangelo secondo Giovanni 6              | Biblioteca nazionale russa, Gr. 279                                                                                                  | San Pietroburgo                       | Russia                                  |
| 092a, 092b                                                | —                    | VI secolo   | Matteo 26:4–7.10-12                     | Monastero di Santa Caterina | Sinai                                 | Egitto                                  |
| 093                                                       | —                    | VI secolo   | Atti 24–25, 1 Pietro 2–3                | Università di Cambridge, Taylor-Schechter Coll. 12,189                                                                               | Cambridge                             | Regno Unito                             |
| 094                                                       | —                    | VI secolo   | Vangelo secondo Matteo 24,9–21          | Biblioteca nazionale greca, Or. 2106                                                                                                 | Atene                                 | Grecia                                  |
| 095=0123                                                  | —                    | VIII secolo | Atti degli Apostoli 2–3 †               | Biblioteca nazionale russa, Gr. 17 Gr. 49                                                                                            | San Pietroburgo                       | Russia                                  |
| 096                                                       | —                    | VII secolo  | Atti degli Apostoli 2, 26               | Biblioteca nazionale russa, Gr. 19                                                                                                   | San Pietroburgo                       | Russia                                  |
| 097                                                       | —                    | VII secolo  | Atti degli Apostoli 13                  | Biblioteca nazionale russa, Gr. 18                                                                                                   | San Pietroburgo                       | Russia                                  |
| 098                                                       | —                    | VII secolo  | 2 Corinzi 11                            | Biblioteca della Badia, Z' a' 24 | Grottaferrata                         | Italia                                  |
| 099                                                       | —                    | VII secolo  | Vangelo secondo Marco 16                | Biblioteca nazionale di Francia, Copt. 129,8                                                                                         | Parigi                                | Francia                                 |
| 0100=0195                                                 | —                    | VII secolo  | Vangelo secondo Giovanni 20             | Biblioteca nazionale di Francia, Copt. 129,10                                                                                        | Parigi                                | Francia                                 |
| 0101                                                      | —                    | VIII secolo | Vangelo secondo Giovanni 1              | Biblioteca Nazionale Austriaca, Pap. G. 39780                                                                                        | Vienna                                | Austria                                 |
| 0102=0138                                                 | —                    | VII secolo  | Vangelo secondo Luca 3–4                | Vatopedi 1219; Biblioteca nazionale di Francia, Gr. 1155                                                                             | Monte Athos Parigi                    | Grecia Francia                          |
| 0103                                                      | —                    | VII secolo  | Vangelo secondo Marco 13–14             | Biblioteca nazionale di Francia, Suppl. Gr. 726, ff. 6–7                                                                             | Parigi                                | Francia                                 |
| 0104                                                      | —                    | VI secolo   | Matteo 23 †; Marco 13–14 †              | Biblioteca nazionale di Francia, Suppl. Gr. 726, ff. 1–5, 8–10                                                                       | Parigi                                | Francia                                 |
| 0105                                                      | —                    | X secolo    | Vangelo secondo Giovanni 6–7            | Biblioteca Nazionale Austriaca, Suppl. Gr. 121                                                                                       | Vienna                                | Austria                                 |
| 0106=0119                                                 | Tischendorfianus I   | VII secolo  | Matteo 12–15 †                          | Biblioteca nazionale russa, Gr. 16 Università di Lipsia, Cod. Gr. 7,4 ff Selly Oak College                                           | San Pietroburgo Lipsia Birmingham     | Russia Germania Regno Unito             |
| 0107                                                      | —                    | VII secolo  | Matteo 22–23; Marco 4–5                 | Biblioteca nazionale russa, Gr. 11                                                                                                   | San Pietroburgo                       | Russia                                  |
| 0108                                                      | —                    | VII secolo  | Vangelo secondo Luca 11                 | Biblioteca nazionale russa, Gr. 22                                                                                                   | San Pietroburgo                       | Russia                                  |
| 0109                                                      | —                    | VII secolo  | Vangelo secondo Giovanni 16–18          | Staatliche Museen zu Berlin, P. 5010                                                                                                 | Berlino                               | Germania                                |
| 0110                                                      | —                    | VI secolo   | Vangelo secondo Giovanni                | British Library | Londra                                | Regno Unito                             |
| 0111                                                      |                      | VII secolo  | 2 Corinzi 1,1-2,2                       | Staatliche Museen zu Berlin, P. 5013                                                                                                 | Berlino                               | Germania                                |
| 0112                                                      |                      |             |                                         | |                                       |                                         |
| 0113                                                      |                      |             |                                         | |                                       |                                         |
| 0114                                                      |                      | VIII secolo | Vangelo secondo Giovanni 20 †           | Biblioteca nazionale di Francia, Copt. 129.10, f. 198                                                                                | Parigi                                | Francia                                 |
| 0115                                                      |                      | 900         | Vangelo secondo Luca 9-10 †             | Bibl. nat. de France, Suppl. Gr. 314, ff. 179, 180                                                                                   | Parigi                                | Francia                                 |
| 0116                                                      |                      | VIII secolo | Matt 19-27 †; Marco 13-14; Luca 3-4 †   | Biblioteca nazionale Vittorio Emanuele III, II C 15                                                                                  | Napoli                                | Italia                                  |
| 0117                                                      |                      |             |                                         | Biblioteca nazionale di Francia | Parigi                                | Francia                                 |
| 0118                                                      |                      | VIII secolo | Vangelo secondo Matteo 11 †             | Monastero di Santa Caterina, Sinai Harris 6                                                                                          | Sinai                                 | Egitto                                  |
| 0119                                                      |                      | VII secolo  |                                         | Monastero di Santa Caterina, Sinai Harris 8                                                                                          | Sinai                                 | Egitto                                  |
| 0120                                                      |                      | VIII secolo | Atti degli Apostoli                     | Biblioteca Apostolica Vaticana, Vat. gr. 2302                                                                                        | Vaticano                              |                                         |
| 0318                                                      |                      |             |                                         | |                                       |                                         |
| 0319                                                      | Codice Sangermanense |             |                                         | |                                       |                                         |